# Teatre dels Camps Elisis (Barcelona)
El Teatre dels Camps Elisis de Barcelona funcionà de 1860 a 1876 i formava part integrant dels jardins dels Camps Elisis, situats a l'illa de cases compresa entre els actuals carrers d'Aragó a Rosselló, i de Pau Claris a Passeig de Gràcia. El 1881, al seu lloc va aixecar-se el Teatre Líric-Sala Beethoven, que s'hi mantingué fins a 1900.

## Els Camps Elisis
Els Campos Elíseos --o els "Campos", com van anomenar-se col·loquialment—van ser un dels jardins d'estiu que van sorgir cap a mitjan segle xix a la vora del Passeig de Gràcia. Projectats per Josep Oriol Mestres i fundat i propietat de Pedro Francard Argalaguet, hi havia una sala per a balls i concerts, cafè, una fonda, una vaqueria, glorietes i estanys, una plaça per a espectacles, una muntanya russa i altres atraccions. Fins i tot, hi havia un servei de tartanes que hi conduïa des de les Rambles.
Van obrir el 10 d'abril de 1853. Fins al 1858, bandes de música amenitzaven l'estada amb concerts. Decaigueren després del 1867, en part per la competència dels del Tívoli, i foren suprimits el 1873, restant-ne només el teatre.

## El teatre
Les primeres representacions de caràcter teatral no començaren fins al 1860. L'empresa propietària, rivalitzant amb els Jardins del Tívoli, encarregà a Feliu Cagé la construcció d'una sala, coberta d'una tela, a la manera d'una tenda, i que va ser anomenat Salón de Verano. Era gran, ja que hi cabien fins a 500 parelles de ball, amb una galeria al voltant sostinguda per vint-i-quatre columnes de fusta; oferia espectacles lleugers amb dansa i música i començaren a fer-s'hi sarsueles i fragments d'òperes.
Es construí un escenari a la sala, a càrrec de l'escenògraf Luccini, que s'inaugurà el 8 d'agost de 1861 amb l'òpera Crispino e la comare. L'èxit de les representacions obligà a transformar la sala de ball en teatre, conservant la decoració i la pintura de Cagé originals.
Entre 1862 i 1874, va ser dirigit per Josep Anselm Clavé, que va reformar la sala, construint-ne el tercer escenari. L'embocadura va ampliar-se i s'hi feren llotges al voltant de la platea, a més de posar fileres de seients a la galeria.
A més de la gestió, Clavé oferia concerts corals els matins del diumenge, fins a la seva mort el 1874.
El 1862, Clavé hi va dirigir la primera audició d'una obra de Wagner que es va fer a tot Espanya, el 16 de juliol: com a part d'un concert popular dels cors Euterpe, s'hi oferí la Marxa triomfal de Tannhäuser, amb gran èxit.
Entre 1865 i 1868 va oferir òperes franceses els estius, entre elles l'estrena a Barcelona de La Dame blanche de Boieldieu.
Entre les obres de teatre que s'hi estrenaren (sobretot comèdies i sainets) hi ha: A boca tancada... d'Eduard Vidal i de Valenciano (1864), Ous del dia! i La vaquera de la piga rossa de Frederic Soler "Pitarra" (1864), Un poll ressuscitat de Marçal Busquets (1865) o La tornada d'en Titó de Francesc Camprodon (1864). El 1866 s'hi estrenà la sarsuela Maria! de Vidal i de Valenciano, amb música de Nicolau Manent.
El 1876 tancà el teatre. Adquirit per Evarist Arnús, hi edificà al seu lloc el Teatre Líric-Sala Beethoven, que obrí el 1881.